# اصغر ادیبی
اصغر ادیبی بازیکن سابق پرسپولیس تهران و‌ تیم ملی ایران است که در پست هافبک بازی می‌کرد.
ادیبی که از سال ۱۳۴۷ تا ۱۳۵۹ عضو باشگاه پرسپولیس بود، آمار ۲۰۶ بازی و ۱۱ گل را در این تیم به ثبت رسانده است. او با ۱۶ بازی و کسب ۵ برد در دربی تهران نیز جز رکوردداران تاریخ باشگاه پرسپولیس است.
اصغر ادیبی با پرسپولیس، در سال ۱۳۴۷ قهرمان مسابقات انتخابی جام باشگاه‌های آسیا، در سال ۱۳۵۰ قهرمان لیگ منطقه‌ای ایران، در سال ۱۳۵۲ قهرمان لیگ تخت جمشید، در سال ۱۳۵۴ قهرمان لیگ تخت جمشید و در سال ۱۳۵۷ قهرمان مسابقات کشوری جام شهید اسپندی شد.
ادیبی به علت فعالیت‌های سیاسی پس از دوران بازنشستگی فوتبالش، دیگر هیچ‌گاه در زمینه‌های فوتبالی و محافل‌ ورزشی حاضر نشد. 

## افتخارات

### باشگاهی
- جام تخت جمشید
  - ۱۳۵۲: قهرمان با پرسپولیس.[۲]